# Edmund Black
Edmund Black   (comtat de Cumberland, 3 de maig de 1905 - 22 d'octubre de 1996) va ser un atleta estatunidenc, especialista en el llançament de martell, que va competir durant les dècades de 1920 i 1930.
El 1928 va prendre part en els Jocs Olímpics d'Amsterdam, on guanyà la medalla de bronze en el la prova del llançament de martell del programa d'atletisme, rere Pat O'Callaghan i Ossian Skiöld.
Guanyà el campionat de l'AAU de 1928 i el de l'IC4A de 1929.

## Millors marques
- Llançament de martell. 52,14 metres (1929)[1][2]